# 克爾布內什蒂鄉
45°14′N 26°12′E / 45.233°N 26.200°E
克爾布內什蒂鄉（羅馬尼亞語：Comuna Cărbunești, Prahova），是羅馬尼亞的鄉份，位於該國中南部，由普拉霍瓦縣負責管轄，面積20平方公里，海拔高度331米，2007年人口1,890，人口密度每平方公里94人。